# أندرياس زيمارمان
أندرياس زيمارمان (بالألمانية: Andreas Zimmermann)‏ هو لاعب كرة قدم ألماني، ولد في 28 ديسمبر 1969 في برلين في ألمانيا. لعب مع بادربورن 07 وروت فايس آهلن وروت فايس إيسن ونادي هرتا برلين ويونيون برلين.

## وصلات خارجية
- أندرياس زيمارمان على موقع قاعدة بيانات كرة القدم.إي يو (الإنجليزية)
- أندرياس زيمارمان على موقع بيانات كرة القدم. دي إي (الألمانية)
- أندرياس زيمارمان على موقع عالم كرة القدم.نت (الإنجليزية)